# Cooper Beck
Der Cooper Beck ist ein Wasserlauf im Lake District, Cumbria, England.
Der Cooper Beck entsteht südlich von Matterdale End aus dem Zusammenfluss von zwei unbenannten Wasserläufen. Er fließt in nordöstlicher Richtung, bis er nordöstlich von Matterdale End zusammen mit dem Blackdike Beck den Thackwaite Beck bildet.